# Turkmène
Cet article concerne la langue turkmène. Pour le peuple turkmène, voir Turkmènes.
Le turkmène (autonyme : Türkmençe, /tʏɾkmøntʃø/) est une langue appartenant au groupe des langues turques parlée par plus de six millions de personnes en Asie centrale, principalement au Turkménistan, où il est la langue nationale, et dans les pays voisins (Iran, Afghanistan…).

## Prononciation et écriture

### Alphabet
Le turkmène a été écrit avec un alphabet arabe adapté, puis avec un alphabet latin jusqu’en 1940. L’État soviétique force alors l’adoption d’une variante de l’alphabet cyrillique pour l’écriture du turkmène. Depuis le 1er janvier 1997, l’alphabet officiel est une variante de l’alphabet latin avec quelques diacritiques, proche de celui du turc.
| Lettres latines | Lettre cyrillique | Prononciation |
| --------------- | ----------------- | ------------- |
| A a             | А а               | [a(ː)]        |
| B b             | Б б               | [b]           |
| Ç ç             | Ч ч               | [t͡ʃ]          |
| D d             | Д д               | [d]           |
| E e             | Е е               | [(j)e]        |
| Ä ä             | Ә ә               | [æ(ː)]        |
| F f             | Ф ф               | [ɸ]           |
| G g             | Г г               | [ɡ], [ʁ]      |
| H h             | Х х               | [h], [x]      |
| I i             | И и               | [i(ː)]        |
| J j             | Җ җ               | [d͡ʒ]          |
| Ž ž             | Ж ж               | [ʒ]           |
| K k             | К к               | [k], [q]      |
| L l             | Л л               | [l]           |
| M m             | М м               | [m]           |
| N n             | Н н               | [n]           |
| Ň ň             | Ң ң               | [ŋ]           |
| O o             | О о               | [o(ː)]        |
| Ö ö             | Ө ө               | [ø(ː)]        |
| P p             | П п               | [p]           |
| R r             | Р р               | [r]           |
| S s             | С с               | [θ], [s]      |
| Ş ş             | Ш ш               | [ʃ]           |
| T t             | Т т               | [t]           |
| U u             | У у               | [u(ː)]        |
| Ü ü             | Ү ү               | [y(ː)]        |
| W w             | В в               | [β]           |
| Y y             | Ы ы               | [ɯ(ː)]        |
| Ý ý             | Й й               | [j]           |
| Z z             | З з               | [ð], [z]      |

L’alphabet cyrillique turkmène utilisait également les lettres Ё, Э, Ю, Я (correspondant à ýo, e, ýu, ýa), ainsi que Ц, Щ, Ъ et Ь dans des mots empruntés au russe.

### Harmonie vocalique
L’harmonie vocalique, commune à la plupart des langues turques, est présente en turkmène. Selon ce principe, les voyelles sont séparées en deux classes : les voyelles claires (ä, e, i, ö, ü) et les voyelles sombres (a, y, o, u). En principe, il ne peut y avoir que des voyelles d’une seule classe au sein d’un même mot ; pour cette raison, les suffixes ont généralement au moins deux formes. Ainsi, le suffixe du pluriel peut être -lar ou -ler : guş (« oiseau ») donne guşlar et gün (« jour ») donne günler.
Certains suffixes peuvent avoir quatre voyelles différentes : c’est par exemple le cas du suffixe possessif de la première personne du singulier qui a les formes suivantes (s’il est ajouté à un mot qui se termine par une consonne) :
- -ym après a ou y,
- -im après ä, e ou i,
- -üm après ö ou ü,
- -um après o ou u.

L’harmonie vocalique souffre de nombreuses exceptions, en raison des nombreux mots empruntés au persan, à l’arabe et au russe (par exemple kitap, « livre », issu de l’arabe, comporte une voyelle claire et une sombre). Dans ce cas, c’est la dernière voyelle qui est prise en compte pour le choix des suffixes (kitaplar).

### Assimilation
Les consonnes voisées s’assourdissent en fin de mot ou de syllabe : -b devient -p, -d devient -t, etc. En revanche, les consonnes -p, -t, -k et -ç se voisent devant un suffixe commençant par une voyelle longue (dans les mots mono- et dissyllabique) : at (« nom ») donne adym (« mon nom »).
Les suites de lettres zd et nd (qui peuvent apparaître lors de l’ajout d’un suffixe) se prononcent respectivement zz et nn.

## Grammaire
Le turkmène, comme les autres langues turques, est une langue agglutinante qui utilise de nombreux suffixes. Il n’a pas de genre grammatical mais il distingue le singulier et le pluriel. Il possède six cas : nominatif, accusatif, datif, génitif, locatif, ablatif.

### Noms
Comme dit précédemment, les suffixes du pluriel sont -lar ou bien -ler. Dans les mots se terminant par -i ou -y, la dernière voyelle devient -ü ou -u : süri (« troupeau ») devient sürüler.

#### Suffixes possessifs
En turkmène, la possession est indiquée par un suffixe qui s’ajoute à l’objet possédé,. Ces suffixes ont plusieurs formes : quand le mot se termine par une consonne, le suffixe commence par une voyelle et inversement.
| Personne | Singulier          | Pluriel                           |
| -------- | ------------------ | --------------------------------- |
| 1re      | -m -im/-ym/-um/-üm | -miz/-myz -imiz/-ymyz/-umyz/-ümiz |
| 2e       | -ň -iň/-yň/-uň/-üň | -ňiz/-ňyz -iňiz/-yňyz/-uňyz/-üňiz |
| 3e       | -si/-sy -i/-y      | -si/-sy -i/-y                     |

Le suffixe possessif se place après le suffixe du pluriel, le cas échéant. Dans un mot qui se termine par -e, cette voyelle est remplacée par -ä- aux première et deuxième personnes. Quelques exemples :
- öý : « maison » → öýüň : « ta maison » ;
- gül : « fleur » → gülleri : « ses fleurs » ou « leurs fleurs » ;
- köçe : « rue » → köçämiz : « notre rue » ;
- dost : « ami » → dostum : « mon ami ».

#### Suffixes de cas
Les cas sont indiqués par des suffixes attachés aux noms. Ces suffixes ont eux aussi plusieurs formes, selon l’harmonie vocalique et la dernière lettre du mot.
| Cas       | Suffixe                             |
| --------- | ----------------------------------- |
| Nominatif | —                                   |
| Accusatif | -i/-y -ni/-ny                       |
| Datif     | -a/-ä/-e                            |
| Génitif   | -iň/-yň/-uň/-üň -niň/-nyň/-nuň/-nüň |
| Locatif   | -da/-de                             |
| Ablatif   | -dan/-den                           |

Certains cas provoquent des changements dans le radical :
- un -e en fin de mot devient -ä- devant les terminaisons de l’accusatif et du génitif ;
- dans les mots dissyllabiques, -i et -y deviennent -ü- et -u- devant le suffixe de l’ablatif ;
- au datif, si le mot se termine par -e, -ä ou -i, la terminaison est -ä ; -y devient -a et les autres voyelles sont inchangées.

| Sens      | « main »  | « main » | « veau »  | « veau »   | « montagne » | « montagne » |
| Nombre    | Singulier | Pluriel  | Singulier | Pluriel    | Singulier    | Pluriel      |
| --------- | --------- | -------- | --------- | ---------- | ------------ | ------------ |
| Nominatif | el        | eller    | göle      | göleler    | dag          | daglar       |
| Accusatif | eli       | elleri   | göläni    | göleleri   | dagy         | daglary      |
| Datif     | ele       | ellere   | gölä      | gölelere   | daga         | daglara      |
| Génitif   | eliň      | elleriň  | göläniň   | göleleriň  | dagyň        | daglaryň     |
| Locatif   | elde      | ellerde  | gölede    | gölelerde  | dagda        | daglarda     |
| Ablatif   | elden     | ellerden | göleden   | gölelerden | dagdan       | daglardan    |

## Vocabulaire

### Pronoms personnels
Le turkmène a six pronoms personnels. Le pronom siz est équivalent au « vous » français : il permet de s’adresser à plusieurs personnes et de vouvoyer.
| Nombre    | Singulier | Singulier | Singulier | Pluriel | Pluriel | Pluriel |
| Personne  | 1re       | 2e        | 3e        | 1re     | 2e      | 3e      |
| --------- | --------- | --------- | --------- | ------- | ------- | ------- |
| Nominatif | men       | sen       | ol        | biz     | siz     | olar    |
| Accusatif | meni      | seni      | ony       | bizi    | sizi    | olary   |
| Datif     | maňa      | saňa      | oňa       | bize    | size    | olara   |
| Génitif   | meniň     | seniň     | onuň      | biziň   | siziň   | olaryň  |
| Locatif   | mende     | sende     | onda      | bizde   | sizde   | olarda  |
| Ablatif   | menden    | senden    | ondan     | bizden  | sizden  | olardan |

### Numéraux
| 1 | bir   | 10 | on      | 100           | bir ýüz  |
| 2 | iki   | 20 | ýigrimi | 200           | iki ýüz  |
| 3 | üç    | 30 | otuz    | 1 000         | bir müň  |
| 4 | dört  | 40 | kyrk    | 1 000 000     | million  |
| 5 | bäş   | 50 | elli    | 1 000 000 000 | milliard |
| 6 | alty  | 60 | altmyş  | 0             | nol      |
| 7 | ýedi  | 70 | ýetmiş  |               |          |
| 8 | sekiz | 80 | segsen  |               |          |
| 9 | dokuz | 90 | togsan  |               |          |

Les nombres se forment en juxtaposant ces numéraux : on bir (11), otuz üç (33), ýetmiş dört (74), etc.

### Couleurs
| Français | Turkmène         |
| -------- | ---------------- |
| noir     | gara             |
| bleu     | gök              |
| marron   | goňur, mele      |
| gris     | çal              |
| vert     | ýaşyl            |
| orange   | narynç, mämişi   |
| rose     | gülgün           |
| violet   | benewşe, melewşe |
| rouge    | gyzyl            |
| blanc    | ak               |
| jaune    | sary             |

### Expressions courantes
| Français                     | Turkmène                            |
| ---------------------------- | ----------------------------------- |
| oui                          | hawa                                |
| non                          | ýok                                 |
| au revoir                    | sag boluň, hoş                      |
| bonjour                      | ertiriňiz haýyrly bolsun            |
| bonsoir                      | agşamyňyz haýyrly bolsun            |
| bonne nuit                   | gijäňiz rahat bolsun                |
| s'il vous plaît              | -aý/-äý                             |
| merci                        | sag boluň                           |
| Parlez-vous anglais ?        | Siz iňlis dilinde gepleýärsiňizmi ? |
| Je ne parle pas turkmène     | Men türkmen dilinde geplemeýärin    |
| Qu'est-ce que ça veut dire ? | Munuň manysy näme ?                 |

1. ↑  -aý/-äý sont des suffixes verbaux, comme on peut le voir dans "Maňa beräý!" (s'il vous plait, donnez-le moi).